# Aechmea lueddemanniana
Aechmea lueddemanniana là một loài thực vật có hoa trong họ Bromeliaceae. Loài này được (K.Koch) Mez mô tả khoa học đầu tiên năm 1934.

## Hình ảnh

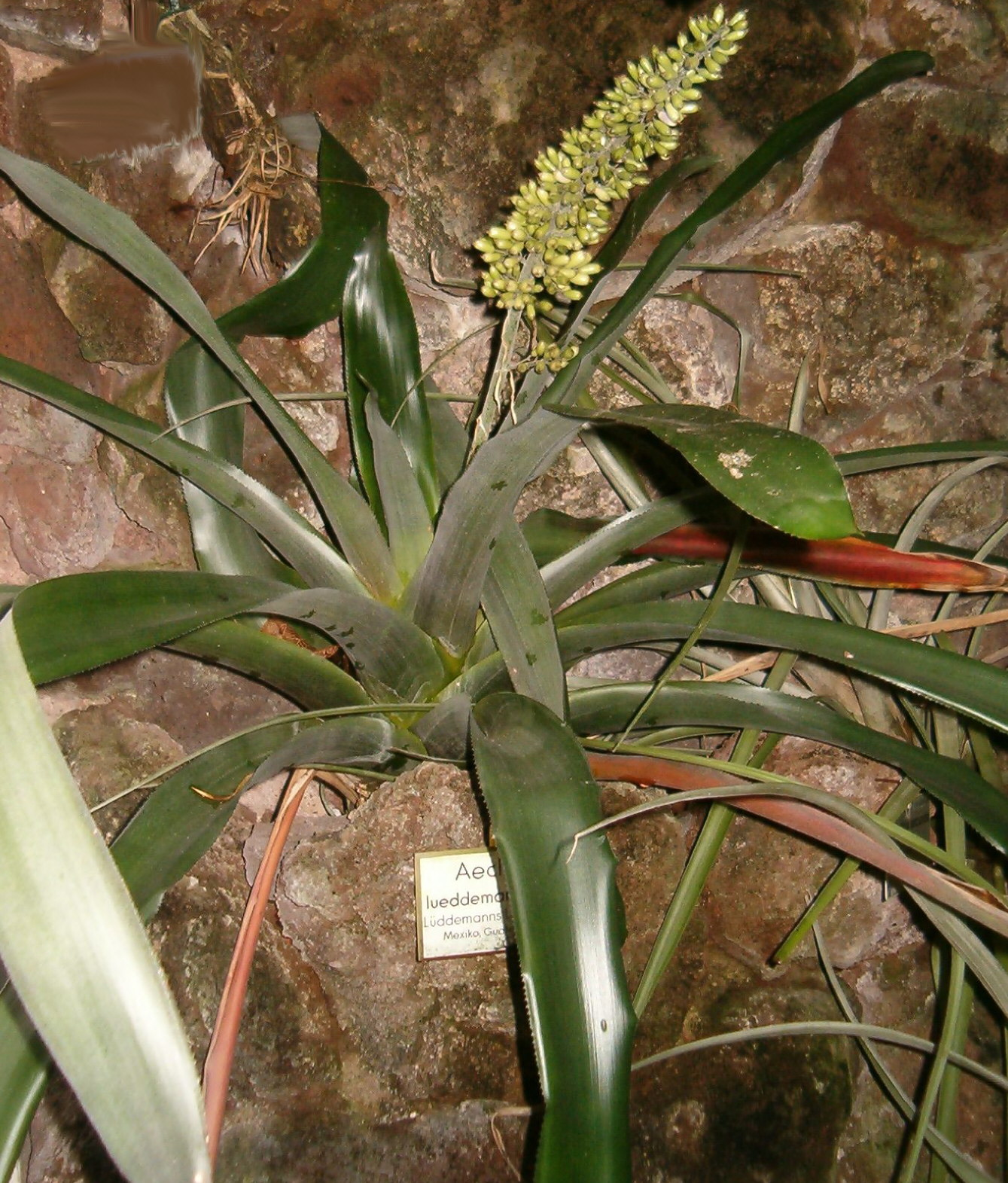
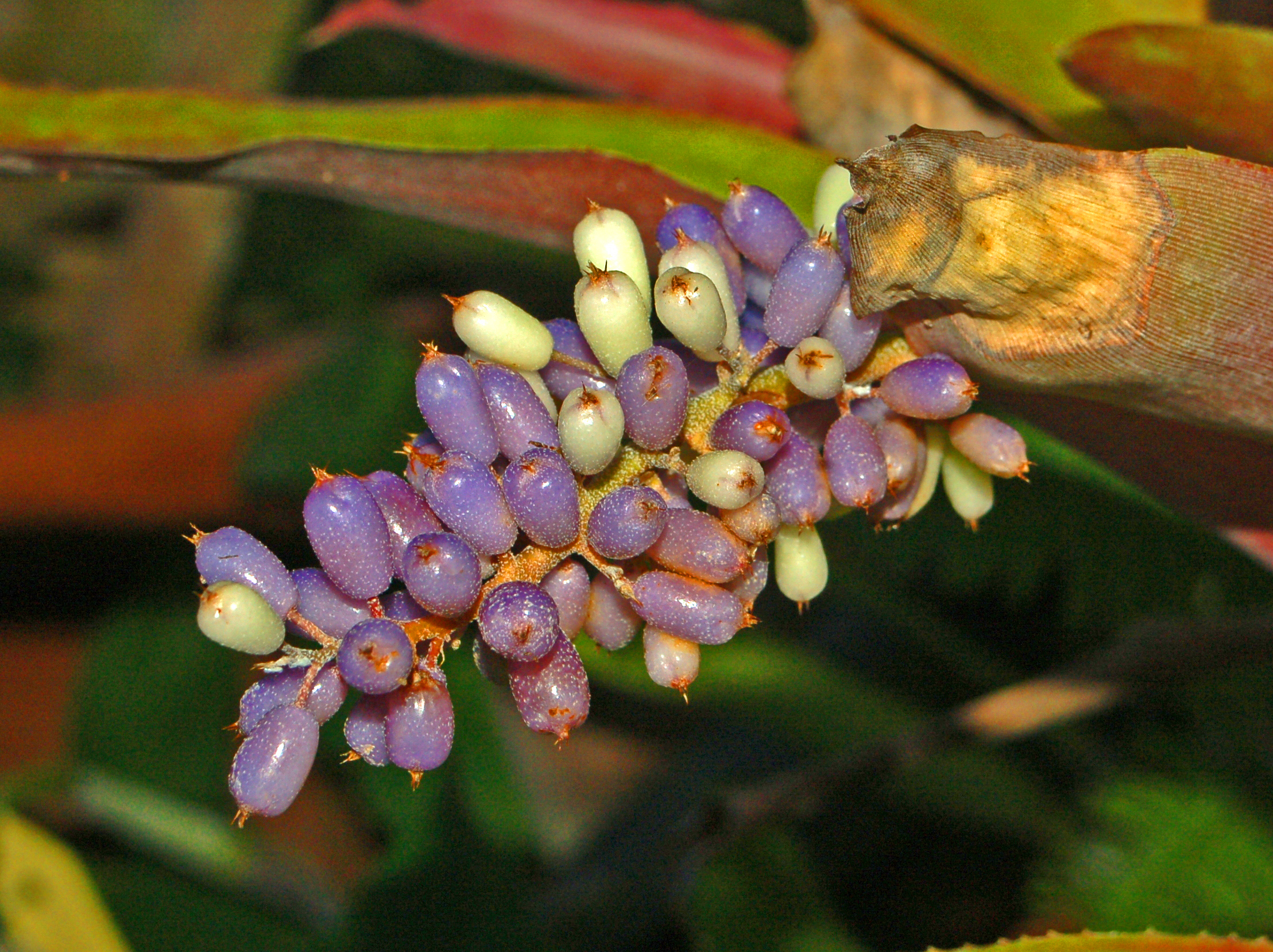
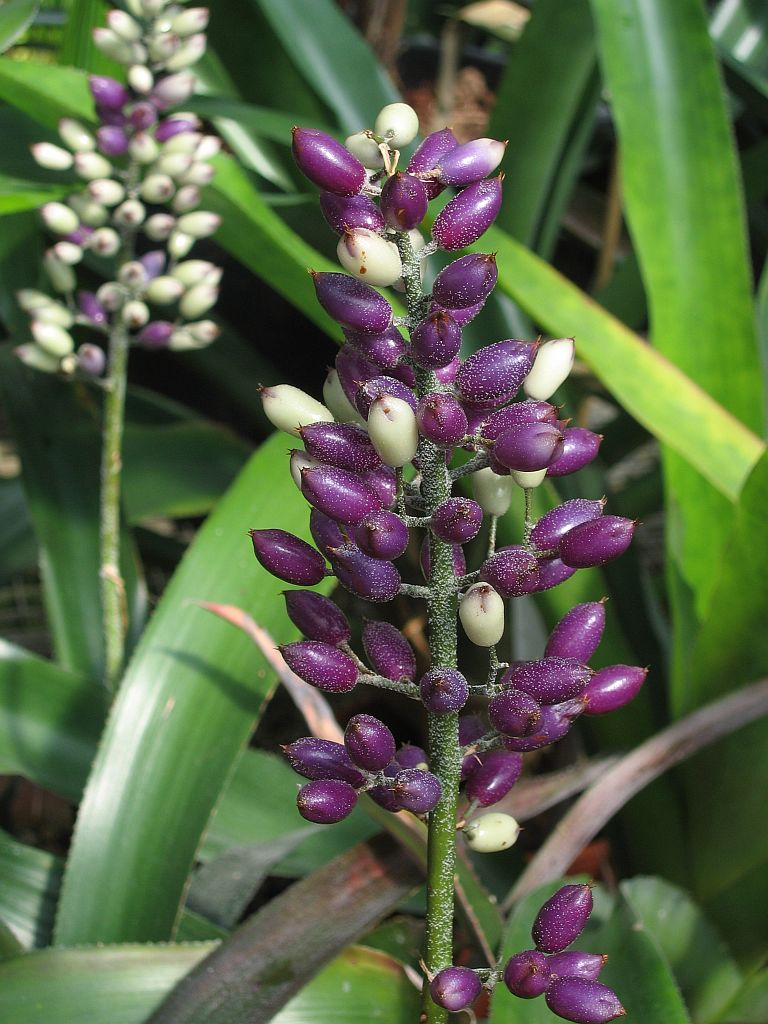
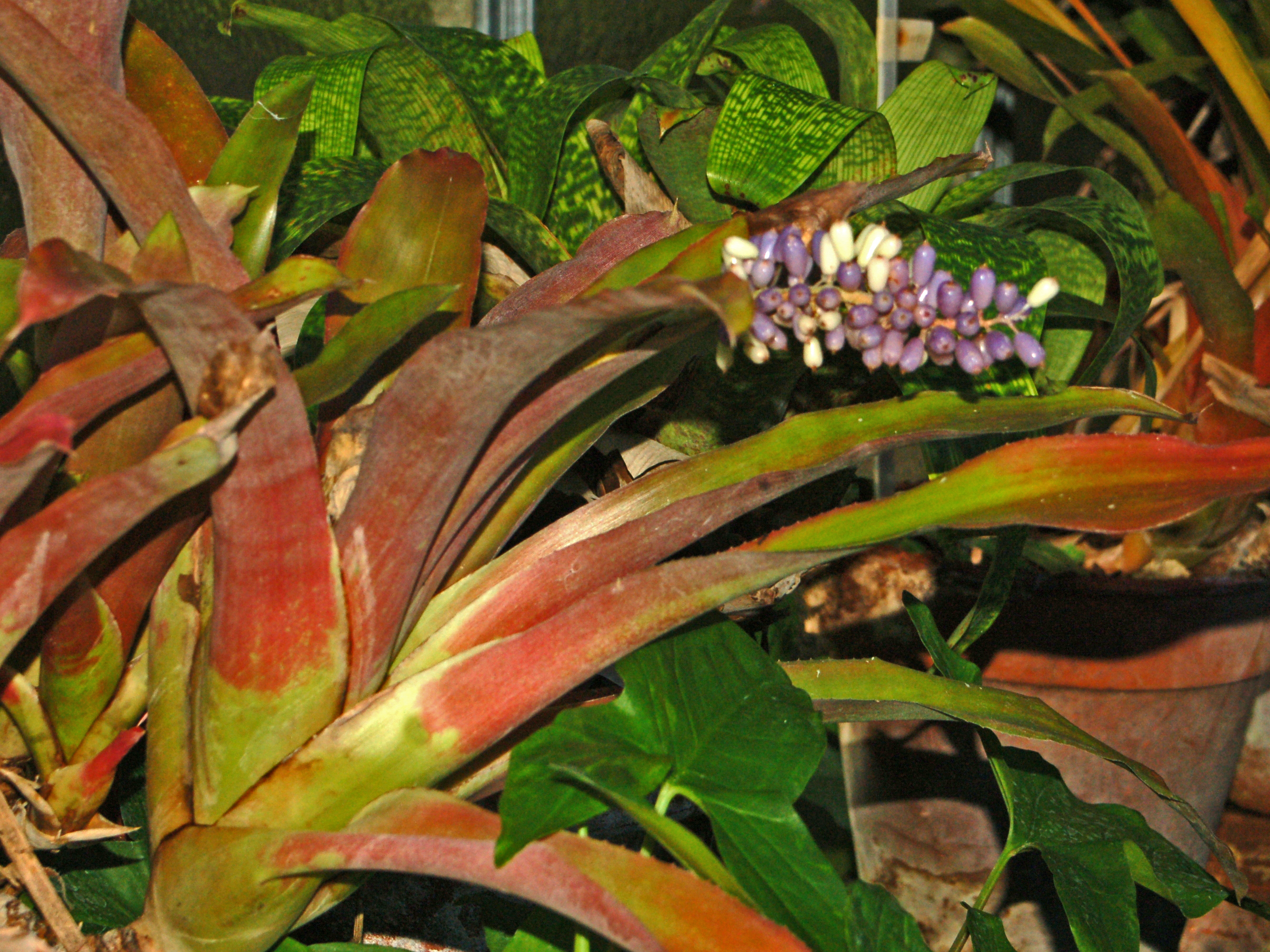